# Giovanni Valesio
Giovanni Luigi Valesio (Bologna, 1579 – 1623) è stato un incisore italiano.

## Biografia
Nato a Bologna circa nel 1579, secondo gli studi condotti da Carlo Cesare Malvasia, Valesio sarebbe il figlio di un soldato spagnolo di stanza nella città di Correggio. Dopo aver frequentato lo studio di Ludovico Carracci, nel 1621, Valesio si trasferì a Roma, sotto il patronato di Lavinia Albergati, la moglie di Orazio Ludovisi, fratello del Papa Gregorio XV.
In questa città aiutò Ulisse Aldrovandi nella preparazione di alcuni dei suoi volumi di storia naturale e si fece affiancare da un pupillo, Giovanni Battista Coriolano. Alla morte del Papa Ludovisi, prestò la sua opera per adornare le reliquie funebri.
Rappresentante italiano del Primo Barocco, godette di molta stima in vita e poca dopo la morte.

## Opere
Avvicinandosi allo stile di Agostino Carracci, creò numerose opere dai propri disegni originali.
- La sua incisione più recente risale al 1628 e riguarda delle illustrazioni in 52 fogli per gli Emblemata di Paolo Macchio[4].
- La Flagellazione di Cristo per la chiesa di San Pietro a Bologna
- Una Annunciazione per il Mendicante
- San Rocco che cura gli appestati, per l'oratorio della chiesa di San Rocco a Bologna.
- Una Religione per il monastero, presso la Basilica di Santa Maria sopra Minerva, a Roma.